# Stephen Conway (duchowny)
Stephen Conway (ur. 22 grudnia 1957) – brytyjski duchowny anglikański, w latach 2006-2010 biskup pomocniczy Salisbury, w latach 2011–2023 biskup diecezjalny Ely, od 2023 biskup diecezjalny Lincoln.

## Życiorys
Jest absolwentem University of Cambridge, jako świecki pracował w szkole jako nauczyciel. W latach 80. podjął studia w Westcott House, anglikańskim seminarium duchownym w Cambridge. W 1987 uzyskał święcenia kapłańskie i został inkardynowany do diecezji Durham. Początkowo pracował jako wikariusz w Heworth, następnie został diecezjalnym dyrektorem ds. powołań, a później proboszczem w Cockerton. Następnie został głównym kapelanem biskupa diecezjalnego Durham, a wreszcie otrzymał urząd archidiakona, porównywalny z katolickim wikariuszem generalnym. 
W maju 2006 został mianowany biskupem pomocniczym Salisbury z tytułem biskupa Ramsbury. Sakrę przyjął 22 czerwca 2006. Przez dwa miesiące w lecie 2010 był administratorem diecezjalnym, po tym jak na emeryturę przeszedł biskup David Stancliffe. 31 sierpnia 2010 został mianowany biskupem diecezjalnym Ely, jego ingres odbył się 5 marca 2011 roku.
W 2023 roku mianowany 73. biskupem Lincoln. 11 września 2023 odbył ingres do katedry w Lincoln.